# Jovien
Jovien, Flavius Claudius Jovianus, né vers 331 à Singidunum et mort vers le 17 février 364 à Dadastane en Bithynie, est un empereur romain de l'Antiquité tardive qui règne durant huit mois entre 363 à 364. On ne sait quasiment rien de sa vie avant l'expédition de Julien contre l'Empire sassanide.

## La guerre contre l'Empire sassanide

### La mort de Julien
La mort de l'empereur Julien, en juin 363 lors de la bataille de Samarra, au milieu de la grande campagne militaire romaine contre les Sassanides laisse l'armée sans chef alors même qu'elle se trouve profondément enfoncée en territoire ennemi. Certes, Julien avait, avant de partir en campagne, désigné son cousin le général Procope comme son successeur potentiel.
Toutefois, celui-ci n'a pas tenu ses engagements : lui et toute l'aile gauche de l'armée sont en effet restés l'arme au pied, dans le royaume d'Arménie ; dès lors, de très lourds soupçons de trahison se répandent au sein des légions impériales. Mais les troupes sont fortement divisées : une grave opposition éclate, entre les officiers des Gaules, comme Nevitta et Dagalaiphus, et les officiers d'Orient comme Victor et Arinthaeus, entre les soldats chrétiens et les soldats païens. Cependant, la reconstitution des forces sassanides incite les officiers à se décider rapidement pour désigner un successeur à Julien, évitant ainsi une situation d'anarchie qui ne pouvait conduire qu'à un désastre militaire.

### L'intronisation de Jovien
Leur choix se porte finalement sur le commandant de la garde impériale — le général Jovien, officier illyrien né vers 331, à Singidunum — qui, outre ses compétences militaires, a l'avantage d'être un chrétien tolérant. Les mérites de son père jouent également en sa faveur, à l'heure où l'armée cherche un « sauveur ». Il apparaît ainsi susceptible d'apaiser le climat de radicalisation religieuse qui s'est développé sous Julien, entre ceux qui soutiennent le christianisme et ceux qui s'y opposent.

## La paix déshonorante
Contrairement à l'avis de certains officiers, Jovien refuse de continuer le conflit afin de négocier en position de force. Prenant acte du faible moral des troupes, et après deux escarmouches qui tournent à la défaveur des Romains, il négocie la paix avec l'empereur sassanide Chapour II. Celui-ci, en dépit du quasi-anéantissement de ses troupes, se montre intraitable. Jovien est contraint de signer une paix peu honorable, « nécessaire mais ignoble », en juillet 363. L'Empire romain doit céder cinq des neuf satrapies acquises en 297, le protectorat d'Arménie, ainsi que quinze places fortes frontalières, s'il veut pouvoir ramener ses armées indemnes. Désormais, la frontière orientale de l'Empire est vulnérable aux potentielles offensives sassanides à venir.
Jovien a au moins permis de sauver les légions romaines de l'encerclement, et a évité de laisser les Sassanides capturer l'empereur comme ils l'avaient fait, un siècle plus tôt, avec l'empereur Valérien. De tels événements auraient plongé l'Empire dans une crise politique terrible. En outre, l'empereur savait qu'il prenait le risque de tenter les usurpateurs potentiels en restant trop longtemps loin des provinces romaines.

## La politique de Jovien
De retour sur le territoire de l'Empire, Jovien obtient la soumission de Procope qui renonce à la pourpre impériale. Jovien rappelle de sa retraite son beau-père le général Lucillianus et l'envoie à Mediolanum pour établir son autorité sur les provinces occidentales,.
Chrétien convaincu, Jovien, comme son prédécesseur, promulgue un nouvel édit de tolérance, cette fois bien accepté de chacune des parties. Les chrétiens se satisfont de savoir leur destin entre les mains d'un de leurs co-religionnaires. Quant aux païens, ils sont rassurés du refus du nouvel empereur d'en revenir aux lois de Constance II qui les pénalisaient.
Cependant, Jovien meurt brusquement, « dans la trente-quatrième année de son âge », sur la route de Constantinople, à Dadastane, au cours d'une nuit entre le 16 et le 19 février 364. Il semble qu'il ait péri, soit asphyxié par les émanations d'un brasero, soit des suites d'une indigestion. Selon l'Épitomé de Caesaribus, il serait mort subitement, « étouffé par une indigestion et par l'odeur de la chaux dont on venait de donner une couche à sa chambre. »
Jovien n'aura régné que huit mois.

### Sources antiques
- Eutrope, Abrégé de l'histoire romaine (traduction de Maurice Rat), Livre X, IX. « Jovien ».
- Épitomé de Caesaribus, XLIV. « Jovien ».
- Ammien Marcellin, Res Gestae, Livre XXV.

### Recherche
- (en) Jan Willem Drijvers, The forgotten reign of the Emperor Jovian (363-364) : History and fiction, Oxford University Press, coll. « Oxford studies in late antiquity », 2022 (ISBN 978-0-19-760070-2).
- (en) Jan Willem Drijvers, « Jovian between History and Myth », dans Diederik  Burgersdijk et Alan J. Ross (éds.), Imagining Emperors in the Later Roman Empire, Leyden, Brill, 2018 (ISBN 978-9-0043-7089-0), p. 234–256.
- (en) Peter Heather, « Ammianus on Jovian: history and literature », dans Jan Willem Drijvers et Hunt, David (éds.), The Late Roman World and Its Historian : Interpreting Ammianus Marcellinus, Routledge, 1999 (ISBN 0-415-20271-X), p. 93-103.